# Schimatari
Schimatari  este un oraș în Grecia în prefectura Boeotia.